# Leinì
Leinì is een gemeente in de Italiaanse provincie Turijn (regio Piëmont) en telt 12.439 inwoners (31-12-2004). De oppervlakte bedraagt 32,5 km², de bevolkingsdichtheid is 383 inwoners per km².
De volgende frazioni maken deel uit van de gemeente: Fornacino,Tedeschi.

## Demografie
Leinì telt ongeveer 4905 huishoudens. Het aantal inwoners daalde in de periode 1991-2001 met 1,8% volgens cijfers uit de tienjaarlijkse volkstellingen van ISTAT.
| Jaar | Inwoneraantal |
| ---- | ------------- |
| 1991 | 12.159        |
| 2001 | 11.946        |

## Geografie
Leinì grenst aan de volgende gemeenten: San Francesco al Campo, Lombardore, San Maurizio Canavese, Volpiano, Caselle Torinese, Settimo Torinese.